# Анджеевский, Ежи (генерал)
Ежи Станислав Анджеевский (пол. Jerzy Stanisław Andrzejewski; 9 апреля 1925, Сьрода-Велькопольска — 19 февраля 2008, Сопот) — польский генерал времён ПНР, функционер Министерства общественной безопасности в 1950-х, комендант гражданской милиции в Люблине и Гданьске. Участвовал в политических репрессиях, отличался жёстким курсом в отношении профсоюза Солидарность. После смены общественно-политического строя был отстранён от должности, но сохранял неформальное влияние.

## Офицер МОБ и милиции
Окончил среднюю школу в период нацистской оккупации. Получил специальность кинооператора, но по профессии не работал. В январе 1945 поступил на службу в гражданскую милицию. Прошёл краткое обучение в Центральной офицерской школе Министерства общественной безопасности (МОБ) в Люблине.
В первом офицерском звании прапорщика Ежи Анджеевский был направлен на службу в Тчев. Уже в августе 1945 в звании подпоручика стал исполняющим обязанности начальника управления МОБ Тчевского повята. Вступил в правящую компартию ППР. Активно участвовал в политических преследованиях и арестах членов оппозиционной Польской народной партии. Запомнился в Тчеве как организатор репрессий.
В 1945—1948 Анджеевский занимал руководящие посты в повятских и воеводских управлениях МОБ Тчева, Гданьска, Сопота, Люблина. В 1950—1954 — заместитель, затем начальник управления в Кельце. С 1954 по 1975 в звании подполковника служил в люблинском управлении МОБ, затем в воеводской комендатуре гражданской милиции. В 1960—1966 — заместитель воеводского коменданта по Службе безопасности (СБ), в 1966—1975 — воеводский комендант (его заместителямим по безопасности были полковник Теодор Дуда и полковник Мариан Мозгава).

## Гданьский комендант
В 1975 полковник Анджеевский был назначен комендантом гражданской милиции Гданьского воеводства (сменил в этой должности Романа Кольчиньского). Занимал этот пост до 1983, затем до 1989 возглавлял воеводское управление МВД. На этот период пришлась конфронтация правящей ПОРП с независимым профсоюзом Солидарность, включая военное положение. Высокая степень милитаризации властных структур Гданьского воеводства способствовала росту политического значения милицейской комендатуры.
Политически Ежи Анджеевский стоял на позициях «партийного бетона» отличался жёсткой непримиримостью в отношении оппозиции. Его заместитель по СБ полковник Сильвестр Пашкевич в ночь на 13 декабря 1981 руководил операцией Mewa - захватом и интернированием членов Всепольской комиссии «Солидарности». Подчинённые Анджеевскому подразделения ЗОМО подавляли забастовку Гданьской судоверфи, проявляли особую жестокость при разгоне акций «Солидарности» в декабре 1981, январе, мае и августе 1982. Его действия получали высокую оценку партийного руководства. В 1982 Анджеевскому было присвоено звание генерала бригады. За арест Богдана Лиса в 1984 он удостоился похвалы министра внутренних дел ПНР Чеслава Кищака и получил денежную премию. С другой стороны, Анджеевский вызывал яростную ненависть активистов и сторонников «Солидарности».
В партийном аппарате Гданьска генерал Анджеевский пользовался серьёзным влиянием. В период военного положения он фактически был одним из политических руководителей региона. Сам Анджеевский отмечал, что в Гданьском воеводстве милиция имеет политическое влияние как ни в одном другом. Первый секретарь воеводского комитета ПОРП Станислав Бейгер не принимал значимых решений без консультации с воеводским комендантом милиции.
В своём рапорте Бейгеру в ноябре 1987 Анджеевский подчёркивал опасность, исходящую от подпольных профячеек, требований легализации «Солидарности» и персонально от «антикоммунистической позиции Леха Валенсы».

## Неформальный авторитет
Генерал Анджеевский был первым силовиком воеводского уровня, уволенным со службы после смены власти и общественно-политического строя Польши. Уже в январе 1990 он вышел на пенсию. Проживал в своём доме в Сопоте.
Многие журналисты и общественные активисты выражали удивление, почему Анджеевский не привлекался к ответственности за свои действия во время военного положения. Отмечалось также его демонстративное материальное благополучие. Более того, Анджеевский сохранял связи в новой польской полиции. В 2004 его официальное присутствие на торжественном мероприятии полицейского управления привело к публичному скандалу и едва не стоило отставки коменданту Янушу Беньковскому. С протестом выступил, в частности, сенатор Богдан Борусевич (будущий маршал сената и и. о. президента).
Одно из объяснений заключалось в том, что Анджеевский сумел позиционироваться как авторитетный лидер неформальной «эсбистской партии Труймясто» — влиятельной группы отставных силовиков ПНР. Кроме того, делались прозрачные намёки на связи Анджеевского с местной оргпреступностью, возникшие ещё в период комендантства. Отвлечение сил милиции на преследование «Солидарности» обеспечивало широкие возможности для криминалитета.
Скончался Ежи Анджеевский в возрасте 82 лет. Похоронен на Городском кладбище Сопота.